# گاوغوک آفریقایی
گاوغوک آفریقایی (نام علمی: Pyxicephalus adspersus) نام یک گونه از سرده سرجعبه‌ای است.